# Аструд Жілберту
Аструд Жілберту (порт. Astrud Gilberto, 29 березня 1940, Салвадор, Баїя — 5 червня 2023, Філадельфія, Пенсільванія)  — бразильська співачка самби й босанови. Відома виконанням Garota de Ipanema.

## Біографія
Аструд Жілберту народилась 29 березня 1940 року в штаті Баїя, Бразилія і отримала при народженні ім'я Аструд Еванжеліна Вайнерт, її мати мала бразильське, а батько — німецьке коріння. Дитинство і юність Аструд пройшли у Ріо-де-Жанейро. 1959 року вона одружилася з  Жуаном Жілберту і емігрувала до Сполучених Штатів у 1963. З того часу і дотепер мешкає у США. У середині 60-х років шлюб Аструд і Жуана Жілберту дійшов кінця.
Аструд виконала дві пісні знаменитого альбому 1963 року Getz/Gilberto, над яким працювали Жуан Жілберту, Стен Гетц та Том Жобім, незважаючи на відсутність будь-якого досвіду у професійному співі. 1964 року сингл Garota de Ipanema з альбому 1963 року, зробив Аструд Жілберту всесвітньовідомою співачкою босанови. Було продано понад мільйон копій цього синглу.
1964 року Жілберту зіграла у фільмах Get Yourself the College Girl та Hang Man. Наступного, 1965 року був записаний перший сольний альбом The Astrud Gilberto Album. Почавши з босанови й американських джазових стандартів, у 70-х роках Жілберту записувала вже власні композициї. Вона записала пісні на  португальській, англійській, іспанській, італійській, французькій, німецькій та японській мовах.
На початку восьмидесятих років Аструд створює секстет — фортепіано, бас, барабани, тромбон, гітара та перкусія. До групи увійшов і її син Марсело (Marcelo Gilberto), вони разом гастролювали по США, Канаді, Японії і Європі.
1990 року Аструд Жілберту засновує власну музичну фірму Gregmar Productions, Inc, у якій працювали вже двоє синів — Марсело та Грегорі (Gregory Lasorsa).
1992 року Жілберту отримала премію Latin Jazz USA Award for Lifetime Achievement за внесок у розвиток латиноамериканського джазу, була включена до Міжнародного залу слави латиноамериканської музики (International Latin Music Hall of Fame) 2002 року. Офіційно не полишаючи сцену, Жілберту 2002 року оголосила, що на невизначений термін відмовляється від публічних виступів.
Аструд Жілберту померла у 83 роки 5 червня 2023 року в себе вдома у Філадельфії, штат Пенсільванія.

## Дискографія
Альбоми
- Стен Гетц/Аструд Жілберту — Getz Au-Go-Go (Verve Records, 1964)
- The Astrud Gilberto Album (Verve Records, 1964)
- The Shadow Of Your Smile (Verve Records, 1965)
- Look To The Rainbow (Verve Records, 1965)
- Beach Samba (Verve Records, 1966)
- A Certain Smile, A Certain Sadness з Волтером Вандерлі (Verve Records, 1967)
- Windy (Verve Records, 1968)
- September 17, 1969 (Verve Records, 1969)
- Gilberto Golden Japanese Album (Verve Records, 1969)
- I Haven't Got Anything Better To Do (Verve Records, 1970)
- Astrud Gilberto With Stanley Turrentine (CTI, 1971)
- Astrud Gilberto Now (Perception, 1972)
- That Girl From Ipanema (Audio Fidelity, 1977)
- Astrud Gilberto Plus James Last Orchestra (Polygram, 1987)
- Live In New York (Pony Canyon, 1996)
- Temperance (Pony Canyon, 1997)
- Jungle (Magya, 2002)
- The Diva Series (Verve Records, 2003)

Саундтреки
- The Deadly Affair (Verve Records, 1965)

Альбоми інших виконавців за участю Аструд Жілберту
- Стен Гетц/Жуан Жілберту — Getz/Gilberto (Verve Records, 1963)
- Shigeharu Mukai з Аструд Жілберту — So & So — Mukai Meets Gilberto (Denon, 1982)
- Michael Franks — Passionfruit (album) (Warner Bros., 1983)
- Etienne Daho — Eden (Virgin, 1996)
- Джордж Майкл — Ladies And Gentleman — Best of George Michael (Sony, 1998)